# Ociel Baena
Jesús Ociel Baena Saucedo (9 de dezembro de 1984 - 13 de novembro de 2023) foi um ativista mexicano pelos direitos não-binários e LGBT+, e magistrado eleitoral no Tribunal Eleitoral do Estado de Aguascalientes. Em 1º de outubro de 2022, tornou-se o primeiro magistrado não binário da história da América Latina.

## Primeiros anos
Baena nasceu em Saltillo, Coahuila, onde obteve bacharelado e mestrado em direito pela Universidade Autônoma de Coahuila e trabalhou como professor de direito eleitoral, processo legislativo e gestão pública na Universidade de Desenvolvimento Profissional (Unidep, 2010-2011).
Em 2012 muda-se para Aguascalientes, onde conclue o doutorado em direito eleitoral na Universidade Autônoma de Durango e trabalha como secretário eleitoral no Instituto Nacional Eleitoral (INE) e como professor de direito eleitoral na Universidade Autônoma de Aguascalientes (UAA, 2015-2017) e Universidade Cuauhtémoc (2012-2015).

## Ativismo não binário e LGBT+
Baena foi um proeminente ativista dos direitos não-binários e LGBT+. Como especialista em direito eleitoral, ele defendeu a inclusão de candidatos e questões LGBT+ dentro dos partidos políticos, promoveu uma linguagem inclusiva de gênero, e instara as autoridades mexicanas a emitirem documentos de votação e de identidade que refletissem com precisão a identidade de gênero de cada titular. Em 17 de maio de 2023, Baena fez história ao se tornar o primeiro cidadão mexicano a receber um passaporte de gênero neutro (que na época apenas 16 países ofereciam) e foi empossado como magistrado ao lado de uma bandeira arco-íris.
Suas realizações foram cobertas pela CNN en Español e o segmento foi indicado no 34º GLAAD Media Awards dos Estados Unidos.

## Morte
Baena e seu parceiro, Dorian Daniel Nieves Herrera, foram encontrados mortos em sua casa em 13 de novembro de 2023. Segundo as autoridades locais, ambos apresentavam ferimentos causados por lâmina de barbear, e as câmeras de segurança não mostraram nenhum terceiro entrando em sua casa após chegarem de madrugada de uma viagem a Oaxaca.
Várias organizações LGBT+ organizaram uma vigília silenciosa com a participação de milhares de pessoas em 13 cidades mexicanas. Eles apontaram que Baena havia denunciado ameaças de morte alguns meses antes, quando seu amigo e ativista LGBT+ Ulises Salvador Nava também foi assassinado na mesma cidade, e historicamente a polícia mexicana tendia a descartar aleatoriamente crimes homofóbicos como "crimes passionais".